# Jaguar D-Type

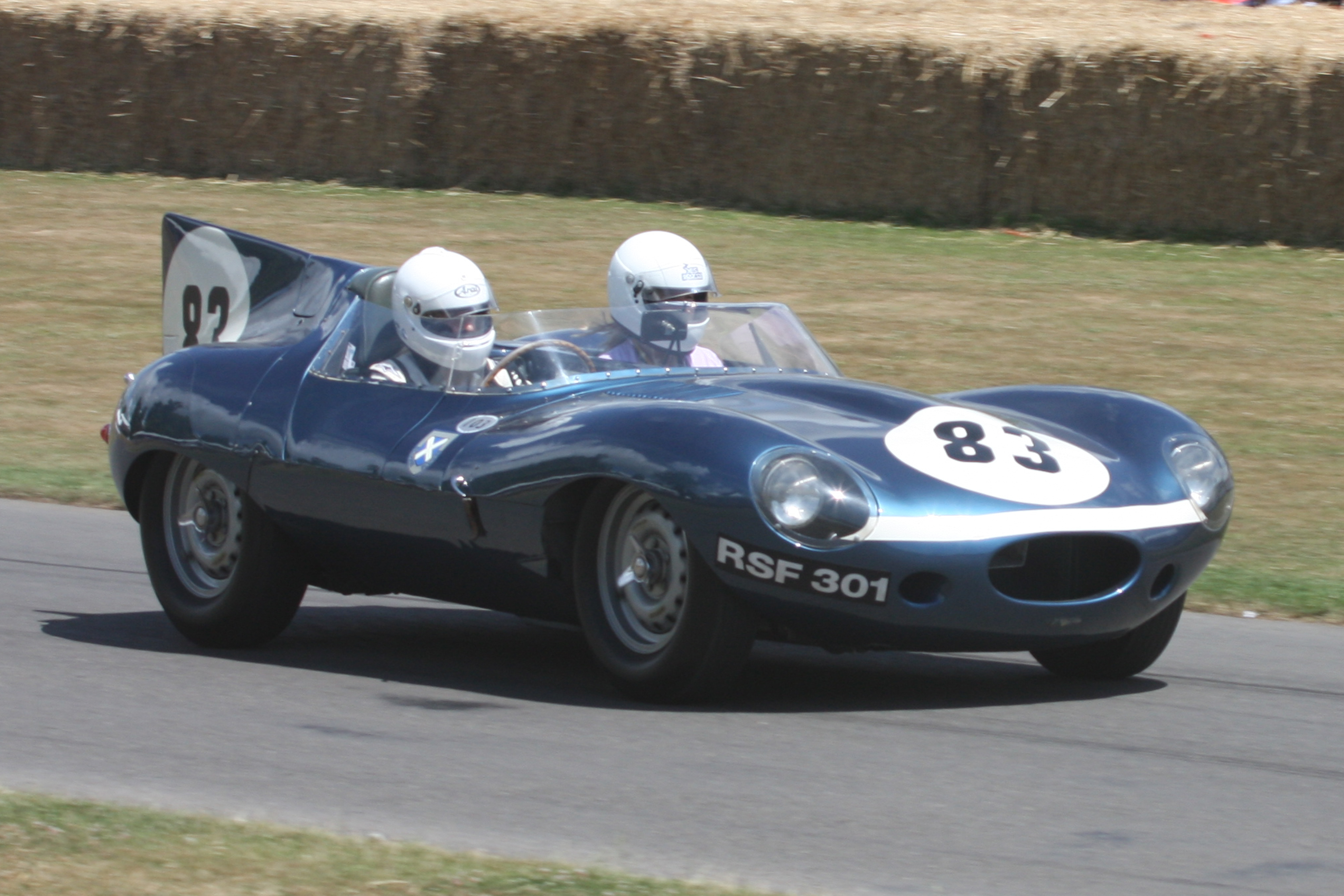
Jaguar D-Type

De Jaguar D-Type is net als zijn voorganger Jaguar C-Type een in de fabriek gebouwde raceauto. De Jaguar D-Type had een straight-XK-motordesign. Aan het begin was het een 3.4-motor, later ook een 3.8, samen met het C-Type een revolutionaire auto qua aerodynamica en monocoque chassis. Het D-Type was puur alleen voor de autosport geproduceerd, maar nadat Jaguar stopte met de auto te bouwen voor de autosport bood het bedrijf het onafgemaakt chassis aan zoals de voor de openbare weg bedoelde versie van de JaguarXKSS. Deze auto's kregen een aantal aanpassingen zoals een bijrijdersstoel, een tweede deur, een volledige voorruit en een dak. Maar op 12 februari 1957 brak er brand uit op de Browns Lane-fabriek. Door de brand werden er negen van 25 auto's verwoest die al klaar waren of bijna klaar waren.

## Waarden
Het eerste productiemodel van het D-Type (XKD-509) werd geveild op Bonhams voor £2.201.500 pond in juli 2008.

## Racehistorie
Jaguar schreef de D-Type in voor het World Sportscar Championship van 1955 t/m 1958.
- 24 uur van Le Mans-winnaar: 1955, 1956, 1957[1]
- 12 uren van Sebring-winnaar:1955
- 1000 km van Buenos Aires, 4e 1957